# Groby w Wypalankach
Groby w Wypalankach – zespół pięciu mogił zbiorowych ofiar II wojny światowej na obszarze leśnym pomiędzy wsiami Dębienko i Wypalanki w powiecie poznańskim (gmina Stęszew), na terenie północno-zachodniej części Wielkopolskiego Parku Narodowego.

## Okupacja
Kompleks leśny w rejonie Dębienka i Wypalanek był podczas okupacji niemieckiej (lata 1939–1945) miejscem masowych rozstrzeliwań i grzebania ciał Polaków, przede wszystkim więźniów Fortu VII, obozu w Żabikowie (głównie inteligencji, powstańców wielkopolskich i działaczy społecznych), jak również ludzi chorych psychicznie ze szpitala w Kościanie. Niemcy zabili w tym rejonie około 1700 (2000) osób, wśród nich m.in. prof. Stanisława Kalandyka, prof. Stanisława Pawłowskiego (6 stycznia 1940), wojewodę Adolfa Bnińskiego (prawdopodobnie 7 lipca 1942) i członków Delegatury Rządu na Kraj. 
W 1944, celem zatarcia śladów zbrodni, Niemcy utworzyli specjalny oddział zajmujący się likwidacją mogił: wykopywaniem, a następnie paleniem resztek szczątków. Prac tych nie zdołano ukończyć. Jeszcze w styczniu 1945 pochowano tutaj około 1260 ofiar obozu w Żabikowie.

## Upamiętnienie
Po zakończeniu wojny mogiły zostały szczegółowo przebadane i uporządkowane. W 1946 odnalezione szczątki pochowano w mogiłach zbiorowych na obecnym miejscu. Pogrzeb miał charakter manifestacji patriotycznej. Na kamieniu pamiątkowym umieszczono tablicę z napisem: Miejsce uświęcone męczeńską krwią Polaków zamordowanych przez hitlerowców w latach okupacji.

## Turystyka
Do mogił prowadzi  zielony szlak pieszy ze Stęszewa do Szreniawy.

## Galeria

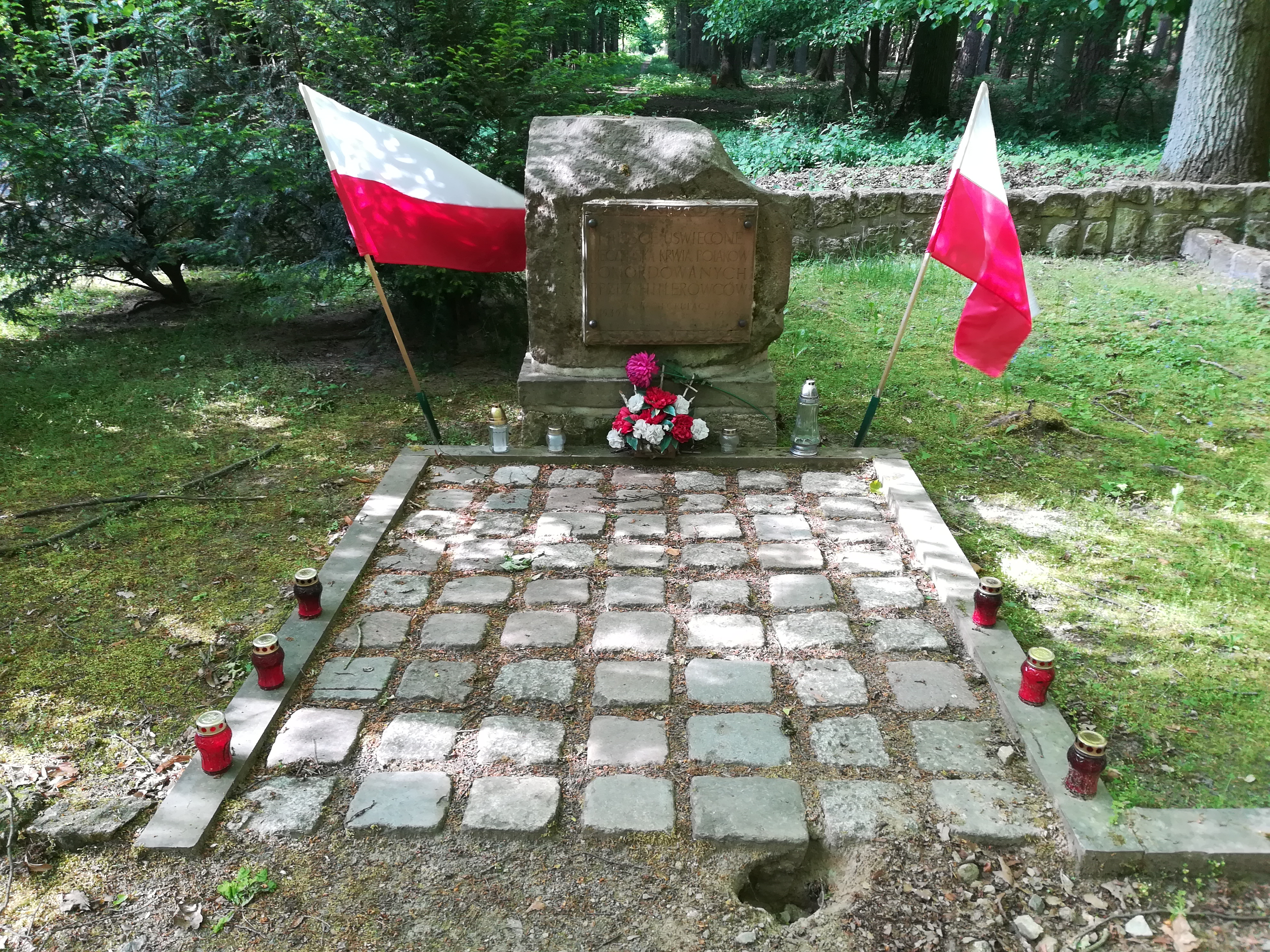
Pomnik w centrum założenia
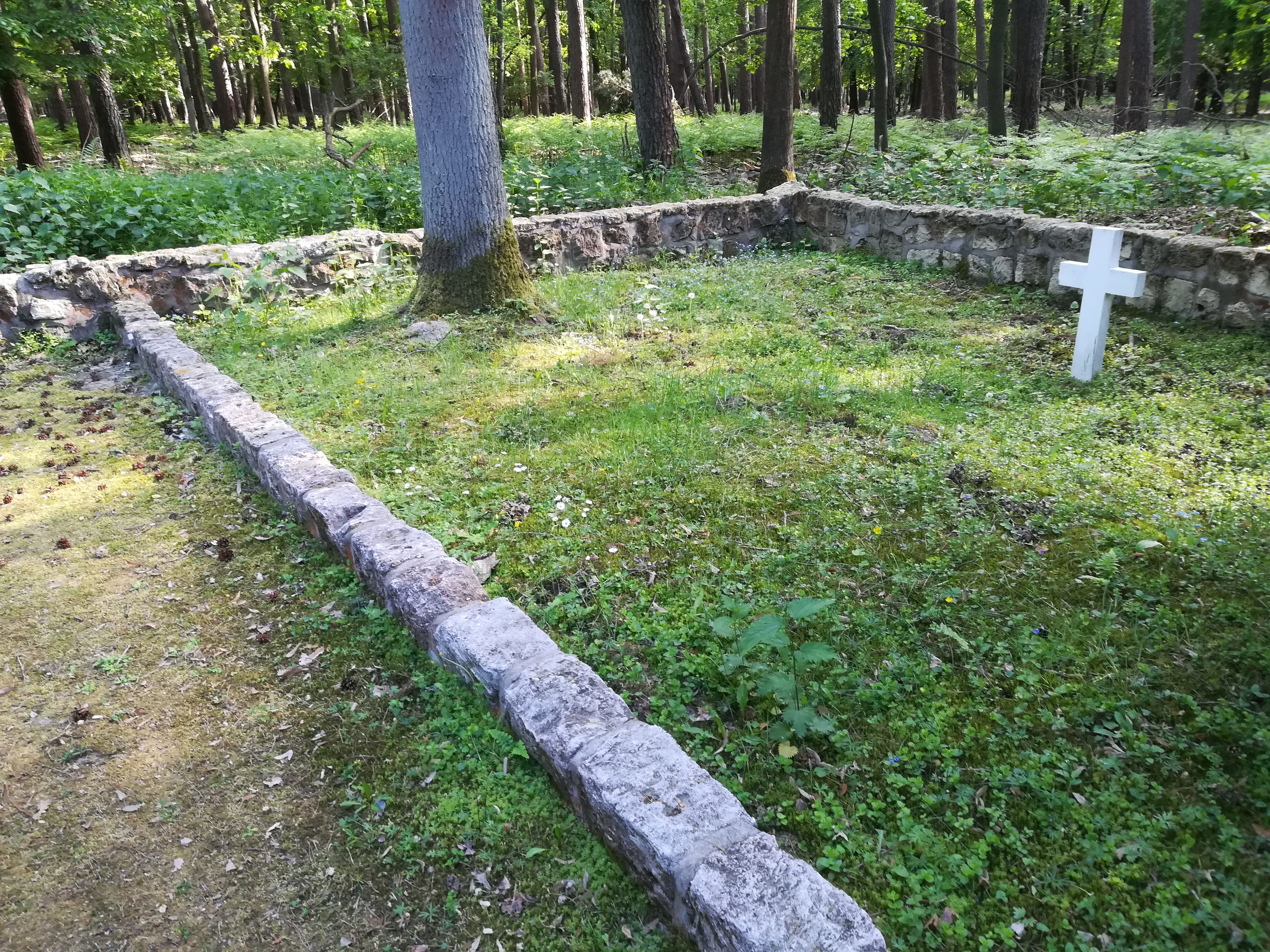
Krzyż na jednym z grobów